# Ponton (automobile)

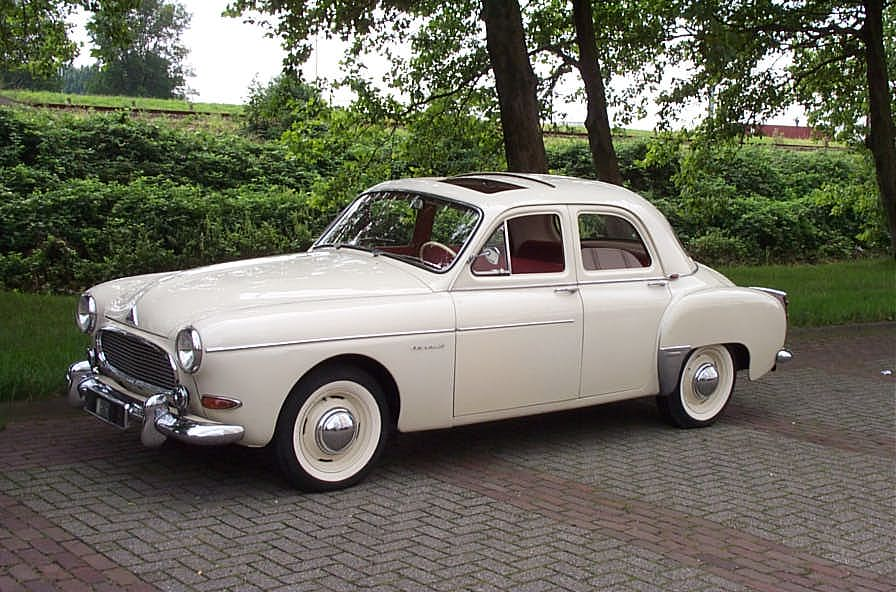
Una Renault Frégate del 1959, una tipica vettura del secondo dopoguerra con carrozzeria “Ponton”

Ponton o Pontoon è un termine che si riferisce ad un tipo di carrozzeria automobilistica in voga tra gli anni trenta e gli anni sessanta. Da questa tipologia di corpo vettura derivano le carrozzerie delle automobili moderne: oggi costituiscono la stragrande maggioranza della produzione automobilistica totale, anche se il termine è caduto in disuso. 
Le caratteristiche principali che differenziavano la carrozzeria tipo Ponton da quelle precedenti, erano l'assenza dei parafanghi separati dal corpo vettura e la mancanza di predellini o pedane; avevano quindi una fiancata liscia derivata dall'integrazione dei parafanghi stessi nel resto della carrozzeria. Questa tipologia di corpo vettura è anche conosciuta in inglese come envelope styling (cioè “stile a busta”).
Il termine, ora diventato arcaico, descrive in particolare la configurazione marcatamente arrotondata con fiancate lisce delle automobili europee prodotte dopo la seconda guerra mondiale, e più specificatamente i veicoli prodotti da molte Case automobilistiche tra cui Mercedes-Benz, Opel, Auto Union, DKW, Borgward, Lancia, Fiat, Rover, Renault e Volvo, oltre a vetture simili nordamericane. 
Il termine deriva dalla parola Ponton (comune al francese ed al tedesco), che significa pontone.

## Galleria d'immagini

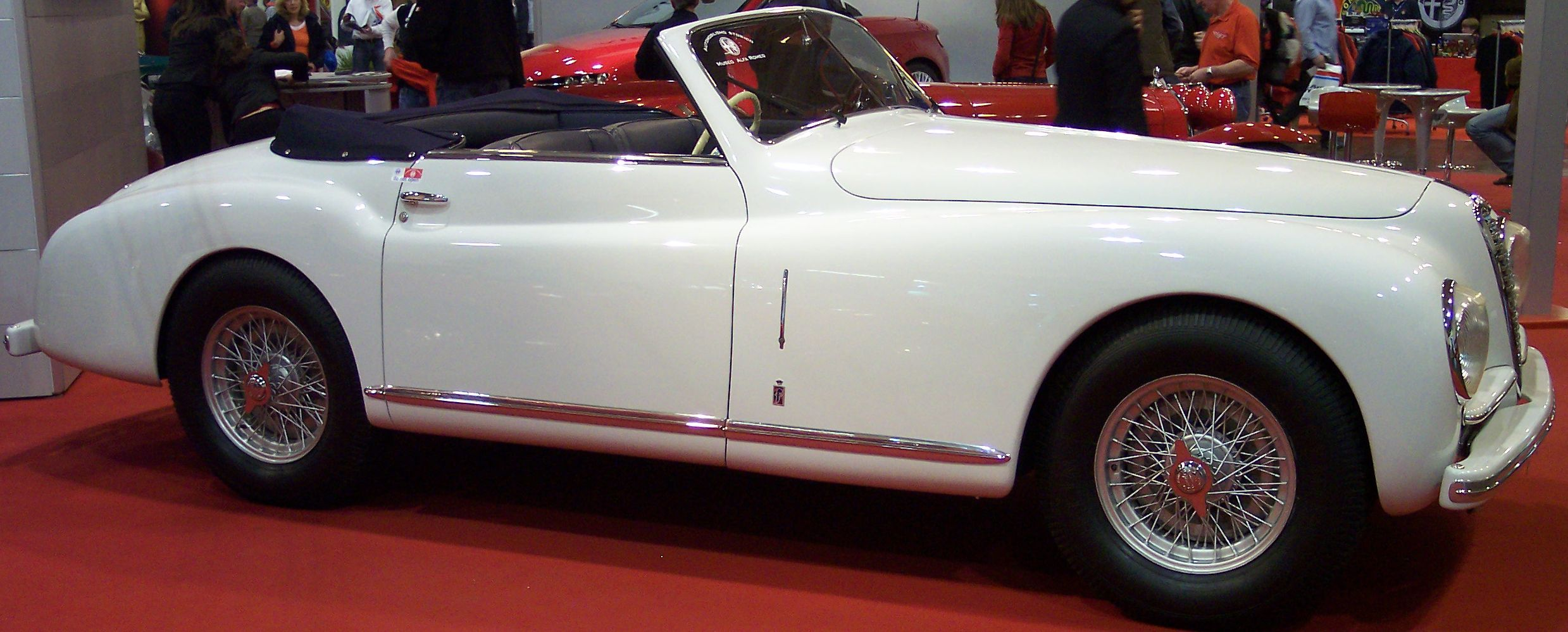
Una  Alfa Romeo 6C 2300 SC di Pininfarina del 1947
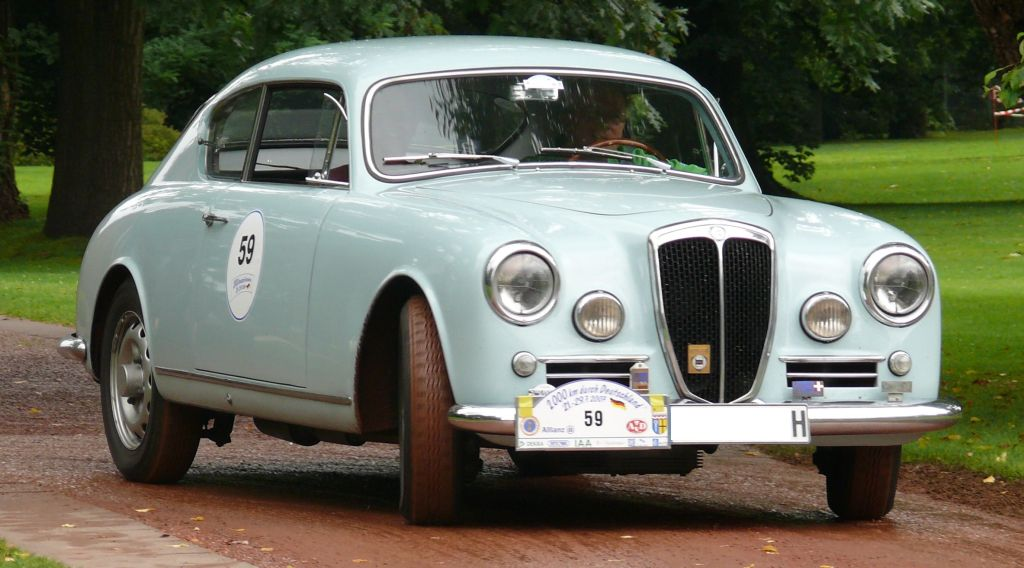
Una Lancia Aurelia B20
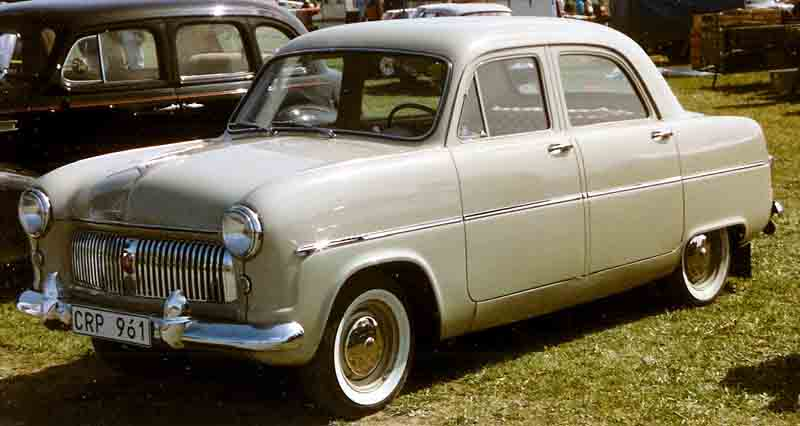
Una Ford Consul del 1950
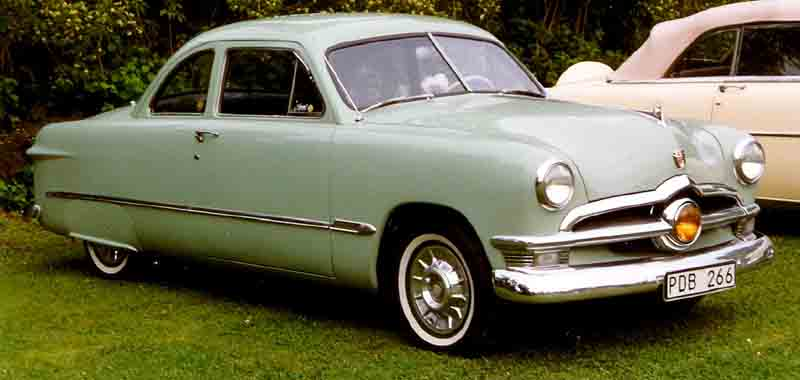
Una Ford 72B Custom De Luxe Club Coupé del 1950
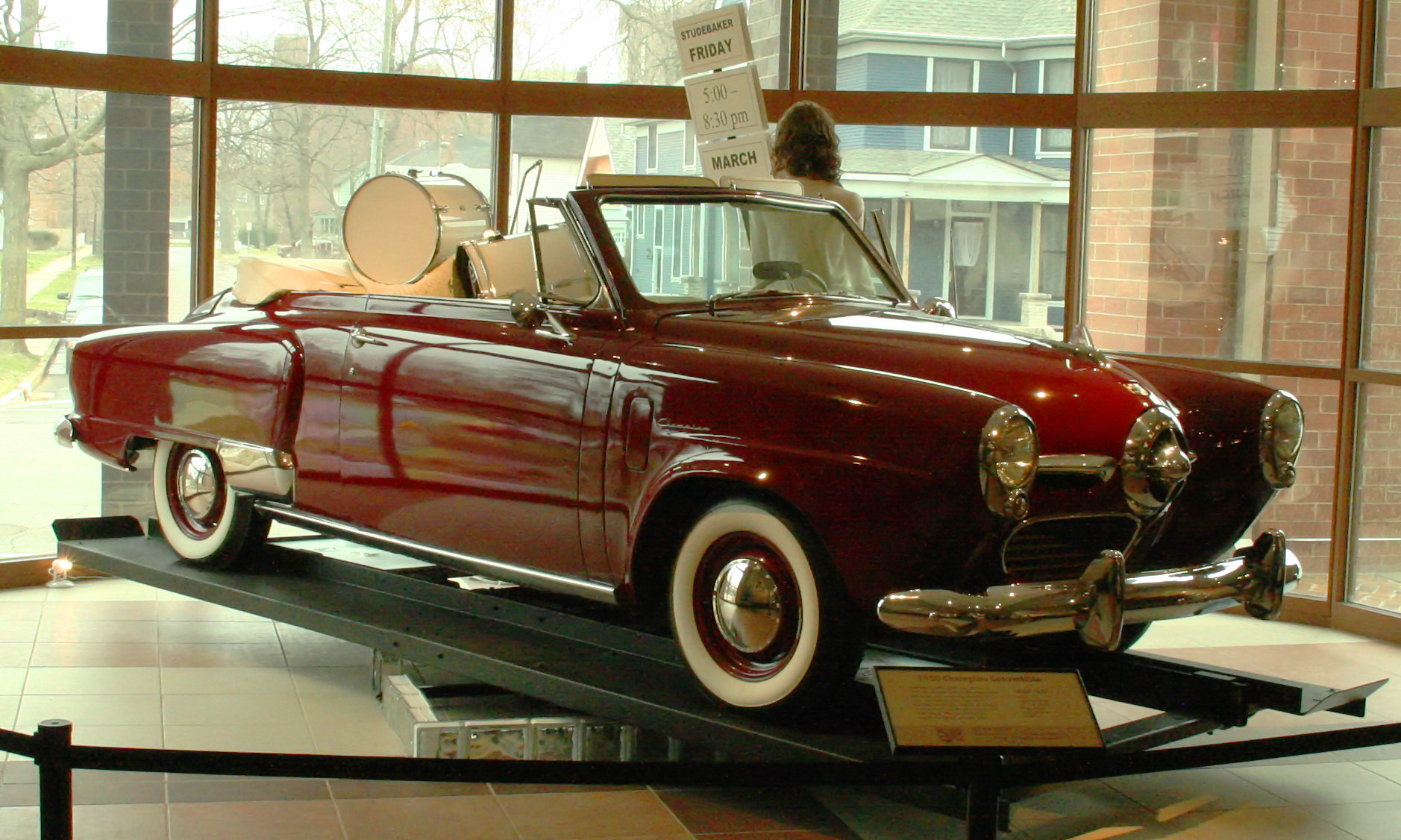
Una Studebaker Champion del 1950
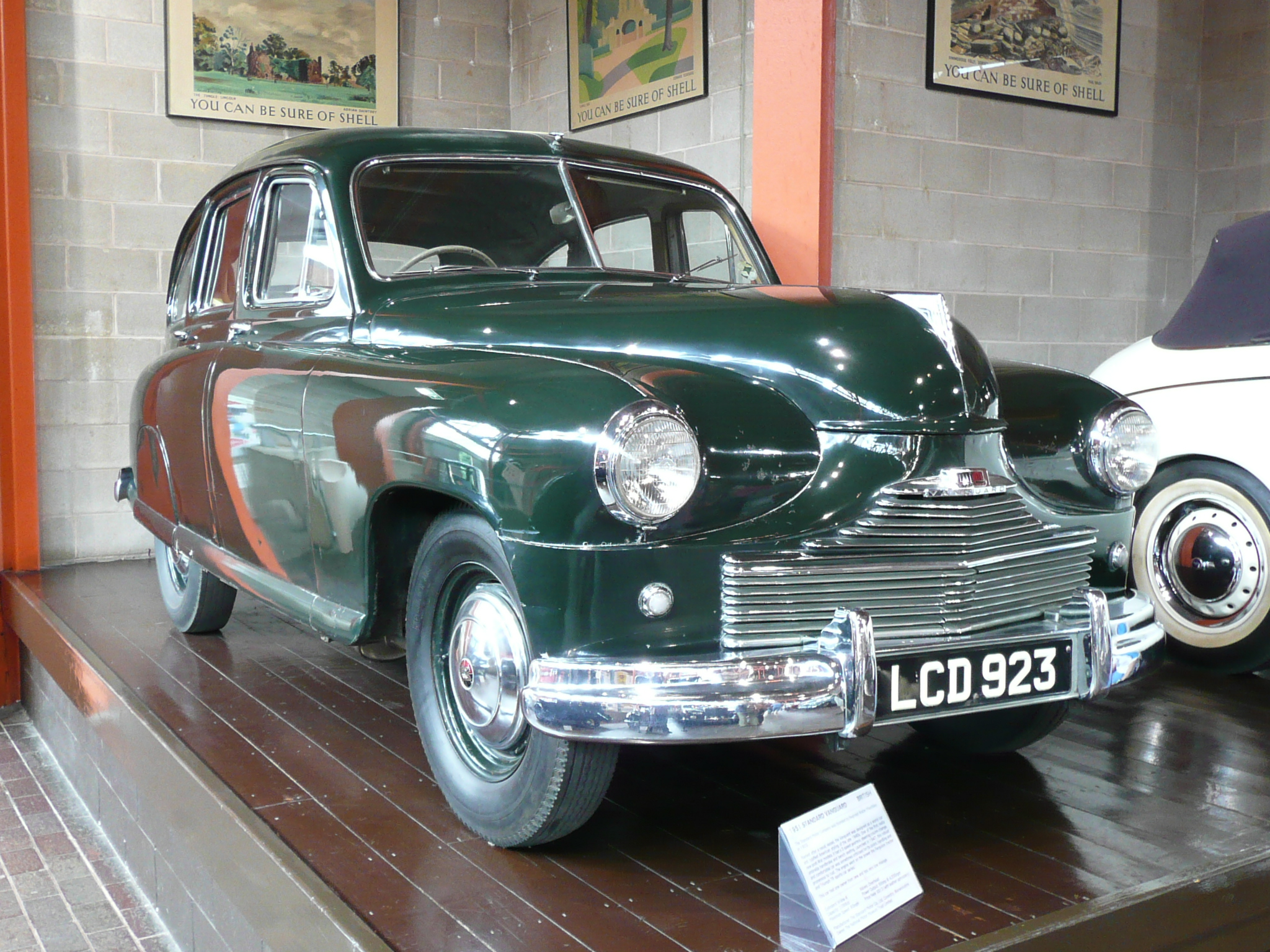
Una Standard Vanguard del 1951
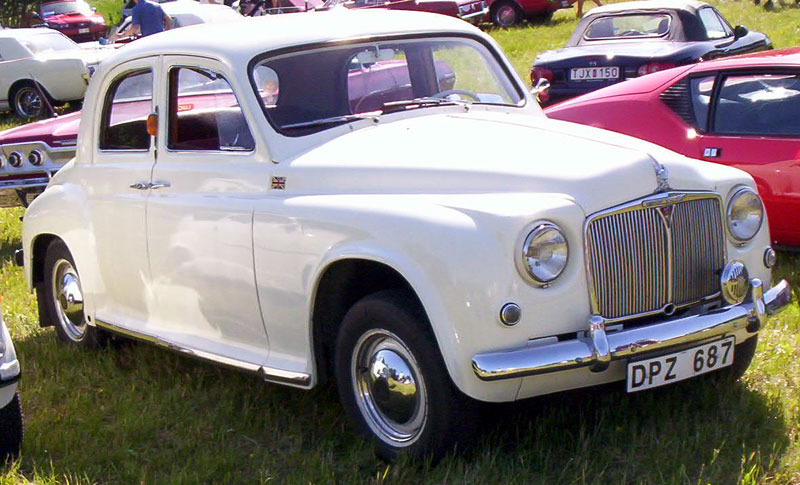
Una Rover 75 del 1952
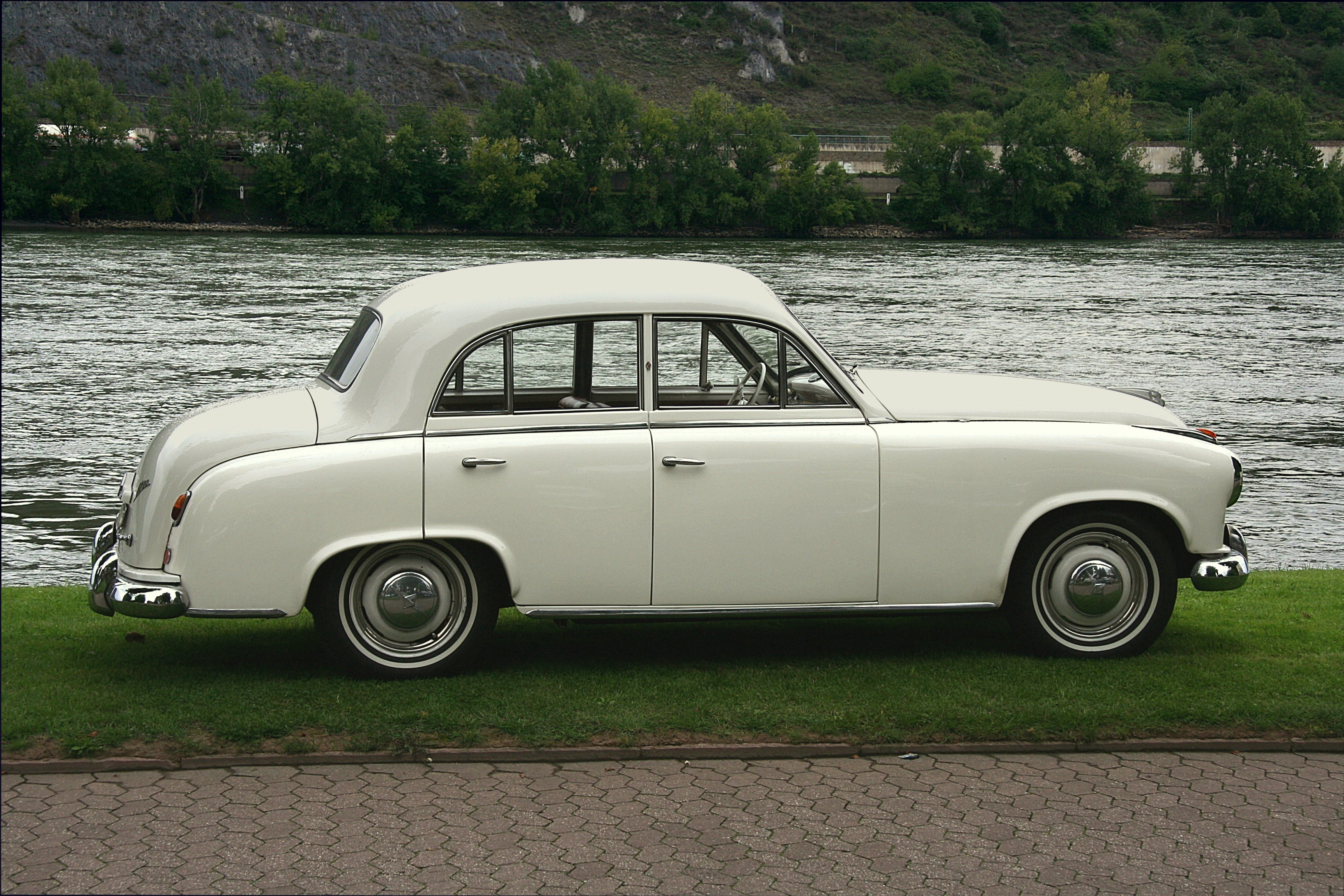
Una Borgward Hansa 1800 del 1952
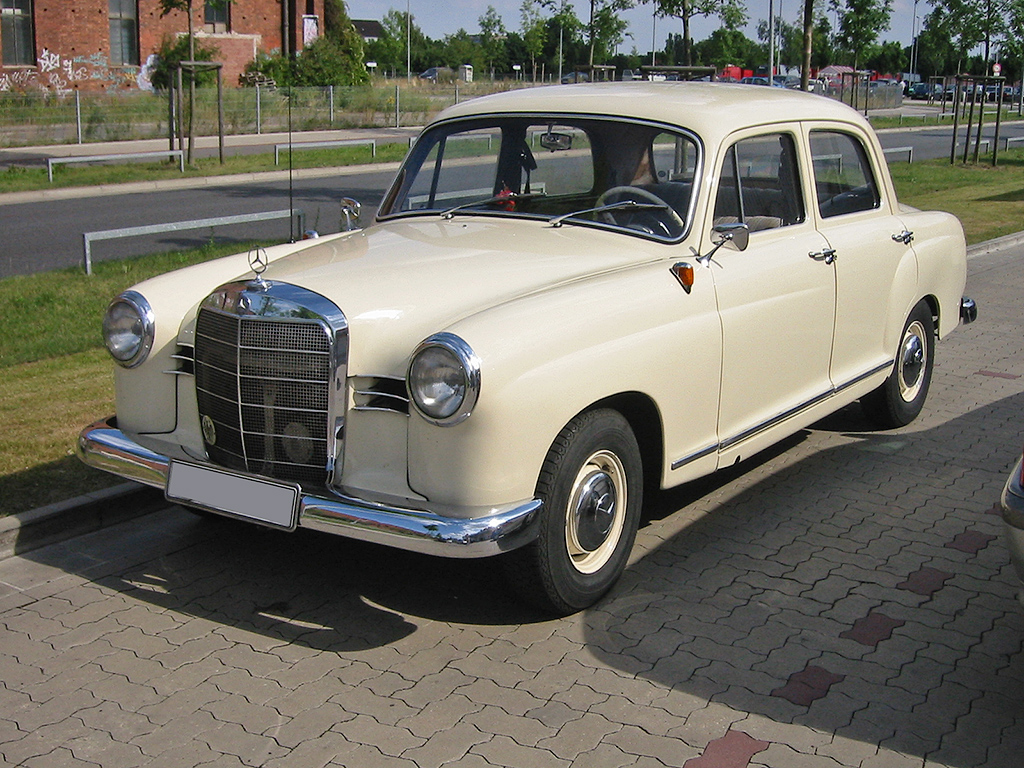
Mercedes-Benz 180 del 1954, chiamata anche Ponton
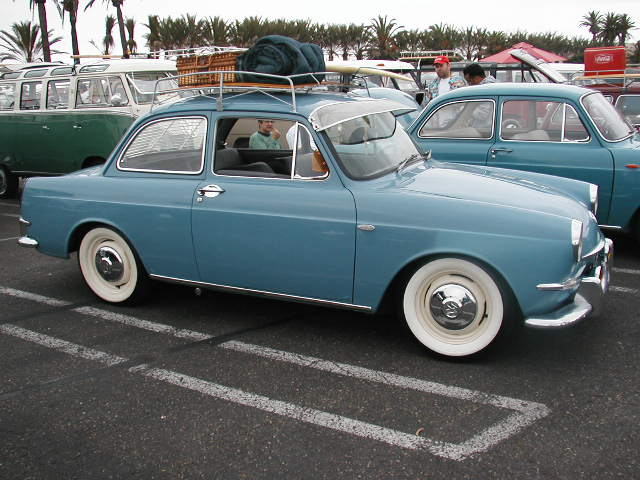
Una Volkswagen Tipo 3
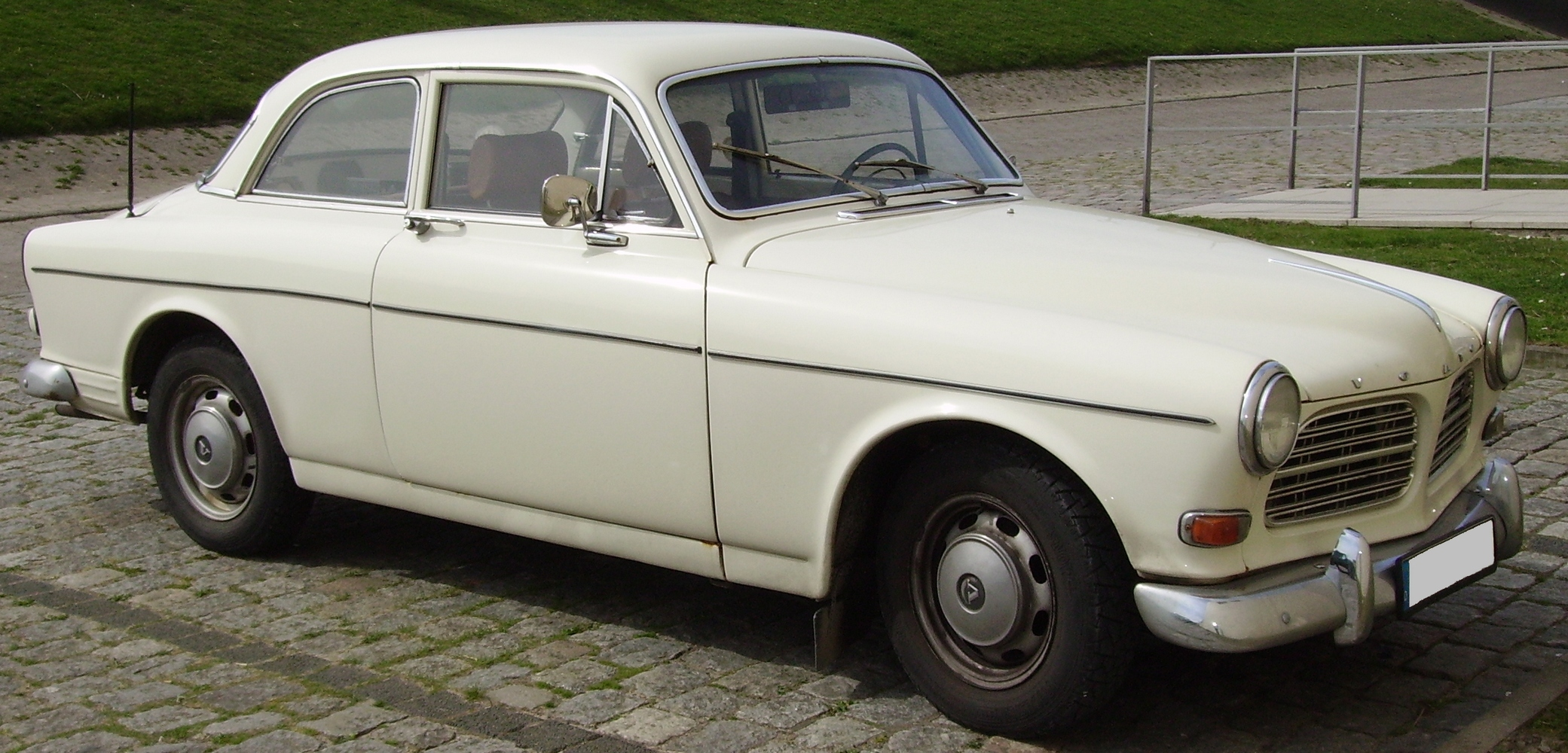
Una Volvo Amazon
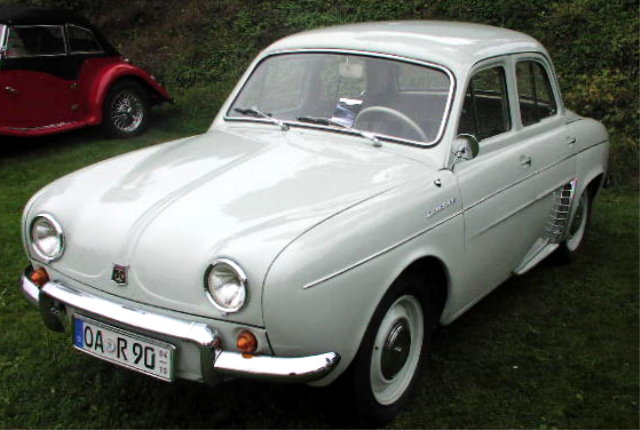
Una Renault Dauphine
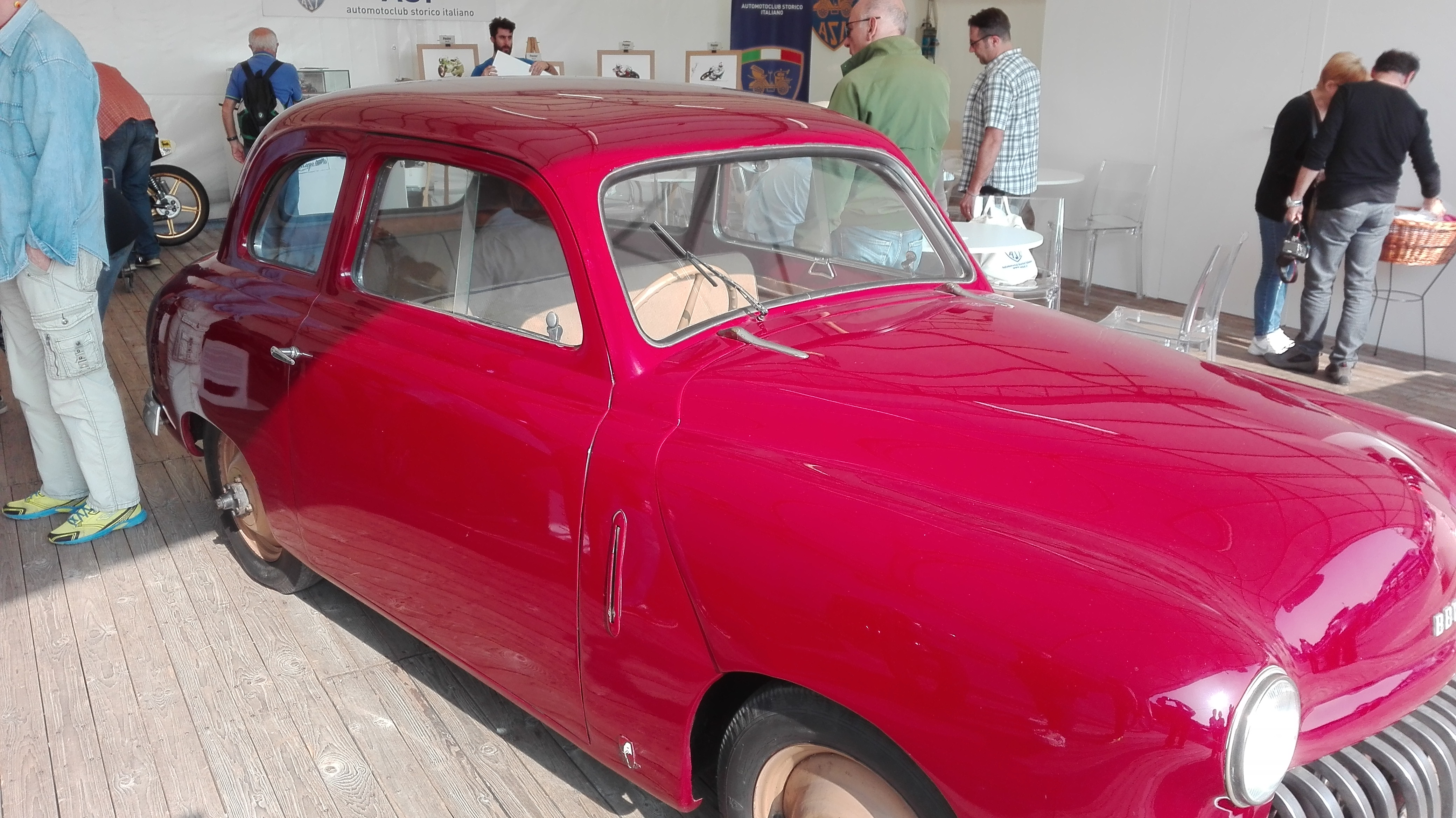
Unico esemplare di berlinetta BBC del 1949